# Salem (South Dakota)
 For alternative betydninger, se Salem. (Se også artikler, som begynder med Salem)
Salem er en amerikansk by og administrativt centrum for det amerikanske county McCook County i staten South Dakota. I 2000 havde byen et indbyggertal på 1.371.
43°43′34″N 97°23′12″V / 43.7261°N 97.3867°V